# Goran Hadžić
Goran Hadžić (en serbe : Горан Хаџић) né le 7 septembre 1958 à Pačetin, près de Vinkovci, en République socialiste de Croatie (ex-Yougoslavie), et mort le 12 juillet 2016 à Novi Sad, est un homme politique serbe de Croatie.

## Biographie
Goran Hadžić est président de la République serbe de Krajina durant la Guerre de Croatie. 
Il est arrêté, le 20 juillet 2011, par les autorités serbes.
Il est accusé de crimes et d'atrocités, notamment pour le massacre de l'hôpital de Vukovar. Il était le dernier fugitif recherché par le Tribunal pénal international pour l'ex-Yougoslavie de La Haye. Il est arrêté grâce à la transaction d'un tableau de Modigliani, Portrait d'un homme (1918), qu'il essayait de finaliser.
Le film Harrison's Flowers d'Élie Chouraqui se déroule à Vukovar pendant l'assaut mené par Goran Hadžić.
Il refuse de plaider « coupable » ou « non coupable » devant le TPIY.
Libéré en 2015 pour raison médicale (cancer du cerveau), il meurt le 12 juillet 2016 des suites de sa maladie.